# 2004年の鉄道
2004年の鉄道（2004ねんのてつどう）とは、2004年（平成16年）に起こった鉄道関係の出来事をまとめたページである。
2003年の鉄道 - 2004年の鉄道 - 2005年の鉄道

## 出来事の一覧

### 1月
- 1月14日
  - 大韓民国鉄道庁（現:韓国鉄道公社）
    - （新駅開業） 二梅駅 （盆唐線・野塔駅 - 書峴駅間）
- 1月31日
  - 東京急行電鉄
    - （地下化） 東横線 反町駅 - 横浜駅
    - （路線廃止） 東横線 横浜駅 - 桜木町駅
    - （駅廃止） 高島町駅、桜木町駅（東横線）

### 2月
- 2月1日
  - 横浜高速鉄道
    - （新線開業） みなとみらい線 横浜駅 - 元町・中華街駅 (4.1 km)
    - （新駅開業） 横浜駅、新高島駅、みなとみらい駅、馬車道駅、日本大通り駅、元町・中華街駅（みなとみらい21線）

  - 京浜急行電鉄
    - （駅名改称） 県立大学駅←京急安浦駅（本線）

### 3月
- 3月13日
  - 北海道旅客鉄道
    - （駅廃止・信号場化） 楓信号場←楓駅（石勝線）

  - 東日本旅客鉄道
    - （新駅開業） 小鶴新田駅（仙石線・苦竹駅 - 福田町駅間）
    - （新駅開業） 本庄早稲田駅（上越新幹線・熊谷駅 - 高崎駅間）
    - （駅名改称） 十王駅←川尻駅（常磐線）

  - 西日本旅客鉄道
    - （新駅開業） 天神川駅（山陽本線・向洋駅 - 広島駅間）
    - （常設駅化） JR五位堂駅←五位堂信号場（和歌山線・香芝駅 - 高田駅間）
    - （駅名改称） 香芝駅←下田駅（和歌山線）

  - 九州旅客鉄道
    - （新線開業） 九州新幹線 新八代駅 - 鹿児島中央駅 （137.6 km(実キロ127.6 km)）
    - （新駅開業） 新八代駅、新水俣駅（九州新幹線）
    - （新駅開業） 新八代駅（鹿児島本線 千丁駅 - 八代駅間）
    - （駅名改称） 鹿児島中央駅←西鹿児島駅（指宿枕崎線、鹿児島本線）
    - （駅名改称） 崇城大学前駅←熊本工大前駅（鹿児島本線）
    - （所属路線変更） 出水駅（九州新幹線←鹿児島本線）
    - （路線廃止） 鹿児島本線 八代駅 - 川内駅（肥薩おれんじ鉄道に転換）
    - （駅廃止） 肥後高田駅、日奈久駅、肥後二見駅、上田浦駅、肥後田浦駅、海浦駅、佐敷駅、湯浦駅、津奈木駅、水俣駅、袋駅、米ノ津駅、西出水駅、高尾野駅、野田郷駅、折口駅、阿久根駅、牛ノ浜駅、薩摩大川駅、西方駅、薩摩高城駅、草道駅、上川内駅（鹿児島本線）

  - 肥薩おれんじ鉄道
    - （路線開業） 肥薩おれんじ鉄道線 八代駅 - 川内駅 (116.9 km)（九州旅客鉄道から転換）
    - （駅開業） 八代駅、肥後高田駅、日奈久温泉駅（日奈久駅から改称）、肥後二見駅、上田浦駅、肥後田浦駅、海浦駅、佐敷駅、湯浦駅、津奈木駅、新水俣駅、水俣駅、袋駅、米ノ津駅、出水駅、西出水駅、高尾野駅、野田郷駅、折口駅、阿久根駅、牛ノ浜駅、薩摩大川駅、西方駅、薩摩高城駅、草道駅、上川内駅、川内駅（肥薩おれんじ鉄道線）

  - 鹿児島市交通局
    - （駅名改称） 鹿児島中央駅前駅←西鹿児島駅前駅（第二期線、唐湊線）

  - 近江鉄道
    - （新駅開業） 河辺の森駅（本線・五箇荘駅 - 八日市駅間）
- 3月19日
  - 大井川鐵道
    - （駅廃止） (仮)横岡駅（大井川本線）

### 4月
- 4月1日
  - 帝都高速度交通営団法廃止
  - 京成電鉄
    - （駅廃止） 博物館動物園駅（本線。1997年4月1日から営業休止）

  - 東京地下鉄
    - （改組） 東京地下鉄株式会社←（特殊法人）帝都高速度交通営団
    - （駅名改称） 地下鉄成増駅←営団成増駅、地下鉄赤塚駅←営団赤塚駅

  - 名古屋鉄道
    - （路線廃止） 三河線 西中金駅 - 猿投駅・碧南駅 - 吉良吉田駅
    - （駅廃止） 西中金駅、三河広瀬駅、枝下駅、三河御船駅、玉津浦駅、棚尾駅、三河旭駅、中畑駅、三河平坂駅、三河楠駅、寺津駅、西一色駅、三河一色駅、松木島駅（三河線）

  - 三岐鉄道
    - （新駅開業） 大泉駅（北勢線・北大社駅 - 楚原駅間。大泉東駅、長宮駅を統合）
    - （駅廃止） 大泉東駅、長宮駅（北勢線。大泉駅に統合）
    - （駅廃止） 六石駅（北勢線）

  - 大韓民国鉄道庁
    - （新線開業） 韓国高速鉄道 幸信駅 - ソウル駅 - 大田操車場 - 釜山駅 （京釜高速線）
幸信駅 - 龍山駅 - 大田操車場 - 光州駅・木浦駅 （湖南高速線）
    - （新駅開業） 光明駅、天安牙山駅
    - （電化） 京釜線  大田操車場 - 沃川駅、新洞駅 - 釜山駅
湖南線  大田操車場 - 西大田駅 - 木浦駅
慶全線 北松汀信号所 - 光州線分岐地点
光州線  光州線分岐 - 光州駅
    - （路線区間変更） 湖南線  大田駅 - 木浦駅→大田操車場 - 木浦駅
大田線  大田操車場 - 西大田駅→大田駅 - 西大田駅
- 4月28日
  - 筑豊電気鉄道
    - （新駅開業） 新木屋瀬駅（楠橋駅 - 木屋瀬駅間）

  - 光州広域市都市鉄道公社
    - （新線開業） 1号線 鹿洞駅 - 尚武駅
    - （新駅開業） 鹿洞駅、所台駅、証心寺入口駅、南光州駅、文化殿堂駅、錦南路4街駅、錦南路5街駅、良洞市場駅、トルゴゲ駅、農城駅、花亭駅、双村駅、湖南大入口駅、尚武駅

### 7月
- 7月1日
  - 都市基盤整備公団
    - （第三種鉄道事業譲渡） 北総・公団線 小室駅 - 印旛日本医大駅（千葉ニュータウン鉄道へ譲渡）

  - 千葉ニュータウン鉄道
    - （第三種鉄道事業譲受） 北総線 小室駅 - 印旛日本医大駅（都市基盤整備公団から譲受）

  - （会社名変更） 北総鉄道←北総開発鉄道
    - （路線名変更） 北総線←北総・公団線
- 7月3日
  - バンコク・メトロ
    - （新線開業） ブルーライン バーンスー駅 - フワランポーン駅 (20.8 km)
    - （新駅開業） バーンスー駅、カムペーンペット駅、チャトゥチャック公園駅、パホンヨーティン駅、ラートプラーオ駅、ラッチャダーピセーク駅、スッティサーン駅、フワイクワーン駅、タイ文化センター駅、ラーマ9世駅、ペッチャブリー駅、スクムウィット駅、クイーン・シリキット・ナショナル・コンベンション・センター駅、クロントゥーイ駅、ルンピニー駅、シーロム駅、サームヤーン駅、フワランポーン駅
- 7月28日
  - 武漢地下鉄
    - （新線開業） 1号線　黄浦路駅～宗関駅

### 8月
- 8月1日
  - 東日本旅客鉄道・西日本旅客鉄道
    - Suica、ICOCAの相互利用開始。

  - PiTaPa導入。
    - 京阪電気鉄道（京阪本線・鴨東線・交野線・宇治線）
    - 阪急電鉄（全線）
    - 能勢電鉄（妙見線・日生線）
- 8月2日
  - 西日本鉄道
    - （駅名改称） 西鉄千早駅←名香野駅（宮地岳線）
- 8月21日
  - 山陽電気鉄道
    - （新駅開業） 西二見駅（本線・東二見駅 - 播磨町駅間）

### 9月
- 9月24日
  - 大韓民国鉄道庁
    - （新駅開業） 九龍駅 （盆唐線・道谷駅 - 開浦洞駅間）

### 10月
- 10月1日
  - ソウル特別市地下鉄公社
    - （駅名改称） 九老デジタル団地駅←九老工団駅 (2号線)
- 10月6日
  - 名古屋臨海高速鉄道
    - （新線開業） 西名古屋港線 名古屋駅 - 金城ふ頭駅間 (15.2 km)
    - （新駅開業） 名古屋駅、ささしまライブ駅、小本駅、荒子駅、南荒子駅、中島駅、名古屋競馬場前駅、荒子川公園駅、稲永駅、野跡駅、金城ふ頭駅（西名古屋港線）

  - 名古屋市交通局
    - （新線開業） 名城線 名古屋大学駅 - 新瑞橋駅 (5.6 km)
    - （新駅開業） 八事日赤駅、総合リハビリセンター駅、瑞穂運動場東駅（名城線）
    - （駅名改称） 藤が丘駅←藤ヶ丘駅（東山線）
    - （駅名改称） 瑞穂運動場西駅←瑞穂運動場駅（桜通線）
    - （路線名変更） 名城線←4号線
    - （路線名変更） 名港線←名城線 金山駅 - 名古屋港駅
- 10月10日
  - 愛知環状鉄道
    - （駅名改称） 万博八草駅←八草駅（愛知環状鉄道線 2005年9月30日まで期間限定）
- 10月16日
  - 東日本旅客鉄道
    - （新駅開業） 高崎問屋町駅（上越線 高崎駅 - 井野駅間）

  - 名古屋鉄道
    - （新線開業） 空港線 常滑駅 - 中部国際空港駅 (4.2 km.空港関係者限定)
    - （新駅暫定開業） りんくう常滑駅、中部国際空港駅（空港線。りんくう常滑駅は全列車通過）

  - 屋島登山鉄道
    - （路線休止） 屋島登山口駅 - 屋島山上駅（最終日に故障発生のため実質的には14日限り）
- 10月24日
  - 九広鉄路
    - （延伸開業） 九広東鉄 紅磡駅 - 尖東駅
    - （新駅開業） 尖東駅 (九広東鉄)

### 11月
- 11月16日
  - 富士急行
    - （新駅開業） 都留文科大学前駅（大月線・谷村町駅 - 十日市場駅間）
- 11月21日
  - 小田急電鉄　
    - （複々線化） 小田原線梅ヶ丘駅 - 喜多見駅
- 11月26日
  - 京都市交通局
    - （新線開業） 京都市営地下鉄東西線 六地蔵駅 - 醍醐駅 (2.4 km)
    - （新駅開業） 六地蔵駅、石田駅（東西線）

  - 大韓民国鉄道庁
    - （延伸開業） 盆唐線 梧里駅 - 宝亭駅
    - （新駅開業） 宝亭駅（盆唐線）
- 11月27日
  - 東日本旅客鉄道
    - （営業施策） 新潟地区自動改札導入にともない、新潟近郊区間を設定。同区間内の迂回乗車の特例を廃止。

### 12月
- 12月1日
  - 東京モノレール
    - （新線開業） 東京モノレール羽田線 羽田空港第1ビル駅 - 羽田空港第2ビル駅 (0.8 km)
    - （新駅開業） 羽田空港第2ビル駅（東京モノレール羽田線）
    - （駅名改称） 羽田空港第1ビル駅←羽田空港駅（東京モノレール羽田線）

  - 大韓民国鉄道庁
    - （駅名改称） 金裕貞駅←新南駅 （京春線）
- 12月11日
  - 小田急電鉄
    - （新駅開業） はるひ野駅（多摩線・黒川駅 - 小田急永山駅間）
- 12月19日
  - 西日本旅客鉄道
    - （電化） 加古川線 加古川駅 - 谷川駅 (48.5 km・直流1500V)

  - 広島電鉄
    - （新型車両） 超低床路面電車第2弾の国産グリーンムーバーmax（マックス）が江波車庫（広島市中区江波）で組み立てられた。
- 12月21日
  - 深圳地下鉄
    - （新線開業） 4号線（竜華線） 福民駅 - 少年宮駅
    - （新駅開業） 福民駅、会展中心駅、市民中心駅、少年宮駅 (4号線（竜華線）)
- 12月22日
  - 九広鉄路
    - （新線開業） 九広馬鉄 大囲駅 - 烏渓沙駅
    - （新駅開業） 車公廟駅、沙田囲駅、第一城駅、石門駅、大水坑駅、恒安駅、馬鞍山駅、烏渓沙駅 (九広馬鉄)
- 12月28日
  - 上海軌道交通
    - （延伸開業） 1号線 上海火車駅 - 共富新村駅
    - （新駅開業） 中山北路駅、延長路駅、上海馬戯城駅、汶水路駅、彭浦新村駅、共康路駅、通河新村駅、呼蘭路駅、共富新村駅 (1号線)

  - 深圳地下鉄
    - （新線開業） 1号線（羅宝線） 羅湖駅 - 世界之窓駅
    - （新駅開業） 羅湖駅、国貿駅、老街駅、大劇院駅、華強路駅、崗廈駅、会展中心駅、購物公園駅、香蜜湖駅、車公廟駅、竹子林駅、僑城東駅、華僑城駅、世界之窓駅 (1号線（羅宝線）)

## 主なダイヤ改正

### 1月
- 1月5日
  - しなの鉄道
    - しなの鉄道線軽井沢駅 - 小諸駅間でワンマン運転開始。
- 1月11日
  - 神戸電鉄
    - 神戸高速線・有馬線湊川駅 - 鈴蘭台駅間でワンマン運転開始。

### 3月
- 3月13日 - JRグループダイヤ改正
  - 九州旅客鉄道
    - 九州新幹線「つばめ」運転開始。
    - 別府駅 - 熊本駅・人吉駅間に特急「九州横断特急」運転開始。別府駅 - 熊本駅間の特急「あそ」は廃止。
    - 急行「くまがわ」を格上げし特急「くまがわ」運転開始。
    - 吉松駅 - 鹿児島中央駅間に特急「はやとの風」運転開始。
    - 特急「ドリームつばめ」廃止、博多駅 - 熊本駅間に短縮し特急「有明」に統合。
- 3月18日
  - 近畿日本鉄道 - ダイヤ改正。
    - 湯の山線の特急廃止。
    - 生駒線、名古屋線白塚駅 - 伊勢中川駅間、山田線伊勢中川駅 - 宮町駅間でワンマン運転開始。
- 3月20日
  - 広島高速交通（アストラムライン） - ダイヤ改正。
    - 広島高速交通広島新交通1号線の急行廃止。

### 7月
- 7月31日
  - 東京地下鉄
    - 丸ノ内線方南町支線中野坂上駅 - 方南町駅間でワンマン運転開始。

### 8月
- 8月8日
  - 東京モノレール - ダイヤ改正
    - 快速を増発（5本→平日41本、土・休日68本）。

### 9月
- 9月4日 - 西日本旅客鉄道の「はるか」と「関空快速」、南海電気鉄道の「ラピート」運行10周年。

### 10月
- 10月16日
  - 東日本旅客鉄道 - 首都圏ダイヤ改正
    - 湘南新宿ライン増発。高崎線 - 東海道線系統で特別快速運行開始。宇都宮線、高崎線普通列車のグリーン車使用開始。普通列車のグリーン料金改定。グリーン車Suicaシステム運用開始。
    - 埼京線と東京臨海高速鉄道りんかい線との直通列車増発。
    - 特急「わかしお」、「さざなみ」の183系電車をE257系電車（500番台）に置換え。
    - 特急「すいごう」・「ホームタウン成田」愛称廃止（「あやめ」に統合）。
    - 特急「成田エクスプレス」の池袋発着列車を増発。一部の列車・区間で定期券での利用が可能に。
    - 特急「スーパーあずさ」・「あずさ」の全区間で定期券での利用が可能に。

  - 東海旅客鉄道 - ダイヤ改正
    - 高山本線 岐阜駅 - 美濃太田駅間増発。
    - 東海道本線 静岡駅 - 浜松駅間にホームライナー増発

  - 西日本旅客鉄道 - ダイヤ改正
    - 京阪神地区の新快速を増発
    - 可部線に快速通勤ライナー新設
    - 急行「だいせん」廃止
    - 赤穂線播州赤穂駅 - 岡山駅間、伯備線岡山駅 - 備中高梁駅間でワンマン運転開始。

  - 上信電鉄 - ダイヤ改正。
    - 上信線ワンマン運転開始。

  - しなの鉄道
    - しなの鉄道線小諸駅 - 上田駅間でワンマン運転開始。
- 10月17日
  - 西日本鉄道
    - 全列車が花畑駅に停車。
- 10月19日
  - 東武鉄道
    - 亀戸線ワンマン運転開始。

### 12月
- 12月11日
  - 小田急電鉄 - ダイヤ改正
    - 特急ロマンスカーの「サポート」の名称を廃止。「さがみ」の名称が復活。
    - 湘南急行廃止。快速急行、区間準急新設
    - 経堂駅が平日の10時 - 17時30分と土曜・休日の終日に限り急行停車駅に。

## 災害・不通・事故・事件など

### 3月
- 3月19日
  - 大井川鐵道
    - （運転再開） 大井川本線（仮）横岡駅 - 福用駅間 - 2003年8月17日から神尾駅構内の土砂崩れで不通となっていた。

### 6月
- 6月23日
  - 東京地下鉄・東京急行電鉄
    - （事件） 半蔵門線・田園都市線渋谷駅で、夜勤明けの駅員（東京メトロ社員）が銃撃される事件が発生（渋谷駅駅員銃撃事件）。

### 7月
- 7月18日
  - 西日本旅客鉄道
    - 越美北線 集中豪雨災害により全線不通（7月20日 越前大野駅 - 九頭竜湖駅間で、9月11日 越前花堂駅 - 一乗谷駅間、美山駅 - 越前大野間で運行再開）

### 10月
- 10月18日 - 21日：台風23号通過
  - 西日本旅客鉄道
    - （不通） 山陰本線など

  - 東海旅客鉄道
    - （不通） 高山本線高山駅 - 猪谷駅間
    - （災害・事故） 飯田線伊那新町駅 - 羽場駅間で路盤流失により列車が転覆。
    - （災害・事故） 中央本線贄川駅 - 日出塩駅間で土砂流入により列車が脱線。
- 10月20日
  - 東海旅客鉄道
    - （列車脱線事故） 飯田線列車脱線転覆事故
- 10月23日 - 新潟県中越地震発生
  - 東日本旅客鉄道
    - （災害・事故） 上越新幹線脱線事故 とき325号が浦佐駅 - 長岡駅間を走行中に脱線。越後湯沢駅 - 新潟駅間が不通に（10月30日燕三条駅 - 新潟駅間で、11月4日長岡駅 - 燕三条駅間で、12月28日越後湯沢駅 - 長岡駅間でそれぞれ運行再開。「上越新幹線脱線事故」も参照）。

### 11月
- 11月10日
  - 小坂製錬
    - （災害、事故） 小坂製錬小坂線旧雪沢温泉駅付近で貨物列車が脱線
- 11月18日
  - 東海旅客鉄道
    - （運転再開） 高山本線高山駅 - 飛騨古川駅間

## 鉄道車両

### 新系列・新形式
- 東葉高速鉄道
  - 2000系電車
- 横浜高速鉄道
  - Y500系電車
- 名古屋臨海高速鉄道
  - 1000形電車
- 肥薩おれんじ鉄道
  - HSOR-100形気動車
  - HSOR-150形気動車
- 万葉線
  - MLRV1000形電車
- 広島電鉄
  - 5100形電車
- 長崎電気軌道
  - 3000形電車
- 湘南モノレール
  - 5000系電車
- 会津鉄道
  - AT-500形・AT-550形気動車

### 譲渡形式
- くま川鉄道←九州旅客鉄道
  - KT-31形気動車

### 消滅形式
- 日本貨物鉄道
  - タキ23650形貨車
- 湘南モノレール
  - 400形電車
- 相模鉄道
  - 2100系電車
  - 6000系電車

### 受賞
- ブルーリボン賞：四国旅客鉄道5100形電車
- ローレル賞：該当なし
- グッドデザイン賞：長崎電気軌道3000形電車、万葉線MLRV1000形電車、四国旅客鉄道5100形電車